# Салют (стадион, Долгопрудный)
«Салю́т» — футбольный стадион, расположенный в Долгопрудном. Домашний стадион футбольного клуба «Космос».

## История
Стадион был построен в 1937 году. В 1946 году он был перемещён на свободную площадку напротив ДК «Вперед» (сейчас на этом месте располагается здание Долгопрудненского авиационного техникума), так как мешал нормальному функционированию лётного поля, но через 10 лет стадион вернули на исходное место. В советский период «Салют» принимал матчи первенства и кубка Московской области, в которых участвовала команда Долгопрудненского машиностроительного завода, а также являлся местом отдыха жителей. Зимой на поле заливали каток. В 1968 году работниками ДМЗ было построено новое кирпичное здание, где расположились раздевалки и тренажерный зал. С 1994 по 1998 годы на стадионе проводил матчи долгопрудненский «Космос», затем на нём в рамках Третьего дивизиона играли «Долгопрудный» и «Долгие Пруды». В 2007 году началась масштабная реконструкция стадиона, в рамках которой были возведены две трибуны вместимостью 3000 зрителей каждая и уложен искусственный газон. Работы были завершены в 2014 году.
«Салют» был выбран в качестве одной из тренировочных баз для команд-участниц чемпионата мира 2018 года, но из-за активного использования объекта местными жителями базу перенесли в другое место. С сезона 2022/23 на стадионе проходят домашние встречи местного «Космоса».